# Mistrzostwa Świata w Biegu na Orientację 1974
Mistrzostwa Świata w Biegu na Orientację 1974 – odbyły się w dniach 20–22 sierpnia 1974 roku w Silkeborg (Dania). Zawody odbyły się w dwóch konkurencjach: bieg indywidualny i sztafety.

## Wyniki
| Bieg indywidualny                                                   | Bieg indywidualny | Bieg indywidualny | Bieg indywidualny |
| ------------------------------------------------------------------- | ----------------- | ----------------- | ----------------- |
| Parametry trasy: 15,9 km, 26 punktów kontrolnych, ? m przewyższenia |                   |                   |                   |
| Miejsce                                                             | Kraj              | Imię i nazwisko   | Czas              |
| 1                                                                   | Szwecja           | Bernt Frilen      | 1:35:48           |
| 2                                                                   | Norwegia          | Jan Fjærested     | 1:40:45           |
| 3                                                                   | Norwegia          | Eystein Weltzien  | 1:42:32           |

| Sztafety                                                                             | Sztafety  | Sztafety                                                        | Sztafety |
| ------------------------------------------------------------------------------------ | --------- | --------------------------------------------------------------- | -------- |
| Parametry tras: 10,4 / 10,7 / 9,6 / 9,7 km, ? punktów kontrolnych, ? m przewyższenia |           |                                                                 |          |
| Miejsce                                                                              | Kraj      | Imię i nazwisko                                                 | Czas     |
| 1                                                                                    | Szwecja   | Rolf Pettersson Gunnar Öhlund Arne Johansson Bernt Frilen       | 4:49:27  |
| 2                                                                                    | Finlandia | Hannu Makirinta Markku Salminen Risto Nuuros Seppo Vali-Klemela | 5:05:26  |
| 3                                                                                    | Norwegia  | Svein Jacobsen Jan Fjærested Ivar Formo Eystein Weltzien        | 5:08:58  |

| Bieg indywidualny                                                  | Bieg indywidualny | Bieg indywidualny | Bieg indywidualny |
| ------------------------------------------------------------------ | ----------------- | ----------------- | ----------------- |
| Parametry trasy: 7,9 km, 14 punktów kontrolnych, ? m przewyższenia |                   |                   |                   |
| Miejsce                                                            | Kraj              | Imię i nazwisko   | Czas              |
| 1                                                                  | Dania             | Mona Nørgaard     | 1:03:43           |
| 2                                                                  | Szwecja           | Kristin Cullman   | 1:06:37           |
| 3                                                                  | Finlandia         | Outi Borgenström  | 1:09:11           |

| Sztafety                                                                     | Sztafety       | Sztafety                                          | Sztafety |
| ---------------------------------------------------------------------------- | -------------- | ------------------------------------------------- | -------- |
| Parametry tras: 5,7 / 5,9 / 6,2 km, ? punktów kontrolnych, ? m przewyższenia |                |                                                   |          |
| Miejsce                                                                      | Kraj           | Imię i nazwisko                                   | Czas     |
| 1                                                                            | Szwecja        | Birgitta Larsson Monica Andersson Kristin Cullman | 2:51:36  |
| 2                                                                            | Norwegia       | Kristin Danielsen Ingrid Hadler Linda Verde       | 2:51:48  |
| 3                                                                            | Czechosłowacja | Dana Prochazková Anna Handzlová Renata Vlachová   | 3:01:05  |